# Groothertogdom Baden
Het groothertogdom Baden (Duits: Großherzogtum Baden) was een Duitse staat die bestond van 1806 tot 1918. Het behoorde achtereenvolgens tot de Rijnbond, de Duitse Bond en het Duitse Keizerrijk. Het land werd geregeerd door het huis Baden, dat zichzelf zag als zijtak van het huis Zähringen. De hoofdstad en het hof waren gevestigd in Karlsruhe. Andere residenties waren Mannheim, Baden-Baden en, voor 1832, Bruchsal.
Het groothertogdom lag in Zuid-Duitsland, aan de rechterzijde van de Rijn. Baden bestond uit een aaneengesloten territorium dat zich uitstrekte van het Bodenmeer en de oevers van de Rijn in het zuiden tot de Tauber in het noorden. Grofweg bestond het land uit twee delen: het zuidelijke Oberland rond Freiburg en het noordelijke Unterland rond Karlsruhe. Het grootste deel van het Zwarte Woud lag in het zuiden van Baden.
Tijdens de Napoleontische oorlogen voerde het markgraafschap Baden een uitgesproken pro-Frans beleid. In 1803 werd het land tot keurvorstendom verheven. In 1806 sloot Baden zich aan bij de Rijnbond en werd het land een groothertogdom. Door de steun van Napoleon kon Baden zijn grondgebied tussen 1803 en 1810 verviervoudigen. Na het Congres van Wenen in 1815 werd het land lid van de Duitse Bond. Tijdens de revolutie van 1848 was Baden een centrum voor revolutionaire activisten. In 1849 was het de enige Duitse staat die, voor korte tijd, een republiek werd. De revolutie in Baden werd uiteindelijk onderdrukt door de Pruisische troepen. Het groothertogdom bleef een soeverein land totdat het deel werd van het keizerrijk Duitsland in 1871. Na de Novemberrevolutie aan het einde van de Eerste Wereldoorlog in 1918 werd Baden een republiek.

## Geschiedenis

### De Rijnbondakte van 1806
De Rijnbondakte van 12 juli 1806 regelde het volgende voor Baden
- artikel 5 regelde de verheffing van de keurvorst tot groothertog.
- artikelen 14 en 19 regelden de afstand door het koninkrijk Württemberg van het graafschap Bonndorf, de steden Bräunlingen, Villingen (met het gebied op de rechter oever van de Brigach) en Tuttlingen(met het gelijknamige ambt op de rechter oever van de Donau).
- artikelen 15 en 18 regelden de afstand door Baden aan Württemberg van de stad Biberach.
- artikel 19 regelde de overdracht van het vorstendom Heitersheim aan Baden
- artikel 24 regelde de mediatisering: het vorstendom Fürstenberg (met uitzonderling van de heerlijkheden Gundelfingen, Neufra, Trochtelfingen, Jungnau en het deel van het ambt Meßkirch op de linker oever van de Donau), de heerlijkheid Hagnau, het graafschap Tengen, het landgraafschap Klettgau, de ambten Neidenau en Billigheim, het vorstendom Leiningen, de bezittingen van de vorsten en graven van Löwenstein-Wertheim op de linker oever van de Main (met uitzondering van het graafschap Löwenstein, het deel van het graafschap Limpurg-Gaildorf dat behoorde aan de graven van Löwenstein-Wertheim en de heerlijkheden Heubach, Breuberg en Habizheim) en ten slotte de bezittingen van de vorsten van Salm-Reifferscheid-Krautheim ten noorden van de Jagst.

Op 17 oktober 1806 sloten Baden en Württemberg een grensverdrag met vele grenscorrecties. De belangrijkste daarvan was de afstand door Baden van de stad Tuttlingen.

### Verdrag van Parijs van 1810
Op 2 oktober 1810 werd het verdrag van Parijs gesloten tussen Württemberg en Baden. Baden kreeg een belangrijke uitbreiding met het voormalige landgraafschap Nellenburg. Daarnaast waren er een serie grenscorrecties met als belangrijkste die in het hoofdambt Hornberg: onder andere de hoofdplaats kwam aan Baden.
Al met al werd het Badense gebied uitgebreid tot wel vijfmaal de oorspronkelijke grootte.

### Het Congres van Wenen en de vervolgverdragen
Karel Frederiks opvolger Karel (1811-1818) verbrak het bondgenootschap met Frankrijk en sloot zich aan bij de geallieerden. In 1815 werd Kehl door Frankrijk afgestaan. Baden werd lid van de Duitse Bond.
Een dreiging voor het voortbestaan van het groothertogdom werd veroorzaakt door een dynastiek probleem. Groothertog Karel was een nakomeling uit een huwelijk van groothertog Karel Frederik met een niet-vorstelijke vrouw en de successie werd niet door alle staten erkend. Pas op het Congres van Aken in 1818 erkenden de grote mogendheden deze successie. Op 2 juli 1819 werden in artikel 10 van het Frankfurter Territorialrezeß (FTR) de graven van Hachberg als opvolger erkend en kwamen er garanties tegen Beierse gebiedsaanspraken. Op 10 juli werd artikel 8 ondertekend, waarin Oostenrijk het voormalige vorstendom von der Leyen aan baden afstond, terwijl Baden Steinfeld (deel van het voormalige graafschap Wertheim) aan Beieren afstond.

### Het groothertogdom Baden na het Congres van Wenen
Op 22 augustus 1818 werd een constitutie ingevoerd. Groothertog Leopold (1830-1852) sloot zich in 1835 aan bij de Zollverein. Onder zijn bewind werd Baden een voorbeeldstaat voor het Duitse liberalisme. In het revolutiejaar 1848 brak een gewapende republikeinse opstand uit. Leopold moest in 1849 naar de Elzas vluchten en riep de hulp in van de Pruisische koning Wilhelm I om de opstandelingen te verslaan. Dit gebeurde op 21 juni te Waghäusel. De Pruisische troepen ondersteunden de terugkeer van groothertog Leopold tezamen met een toenadering van de Badense regering met Pruisen (ten nadele van Oostenrijk).

Vlag van het Groothertogdom Baden vanaf 1862

In 1852 stierf groothertog Leopold. Na de interim-regering van groothertog Lodewijk II (1852 - 1856), kwam groothertog Frederik I (1852-1907) op de troon, die meer dan 50 jaren zou regeren. 
Frederik I sprak zich in 1860 openlijk uit voor een pro-Pruisische politiek maar behield een liberale politiek. In de Frankfurter vorstendag (1863) kon de Oostenrijkse keizer geen bondgenoten vinden in de Rijnbond, ook niet bij Baden. Groothertog Frederik huwde met prinses Louise van Pruisen (1865) en werd zo de schoonzoon van de latere Duitse keizer Willem I. In de Sleeswijk-Holsteinse kwestie koos Baden kort partij voor Oostenrijk maar moest, na de Pruisische overwinning in Sadowa (1866), aan Pruisen een schadeloosstelling van 6 miljoen gulden betalen. Aangezien Baden niet meer tot de Rijnbond behoorde en ook geen lid werd van de Noord-Duitse Bond was Baden staatsrechterlijk onafhankelijk van 1866-1871. In praktijk leunde Baden meer en meer aan bij Pruisen en haar Noord-Duitse Bond. Het Badense leger werd naar Pruisisch model gereorganiseerd en streed mee in de Frans-Pruisische Oorlog van 1870. In 1870 kregen alle mannen ouder dan 25 jaar het stemrecht in Baden.

### Duitse keizerrijk onder Pruisen
In 1871 trad het groothertogdom Baden toe tot het Duitse Keizerrijk. Groothertog Frederik I juichte als eerste Duitse vorst zijn schoonvader toe in Versailles (1871) als de nieuwe Duitse keizer. Groothertog Frederik sloot zijn ambassades in het buitenland en liet bijna alle Badense ministeries fusioneren met Pruisische instellingen. In de binnenlandse politiek bleven tot 1893 de nationaal-liberalen dankzij het censuskiesrecht aan de macht. Na dat jaar konden zij zich echter slechts handhaven met hulp van de conservatieven. Een coalitie van ultramontanen, socialisten, sociaaldemocraten en vrijzinnigen verkreeg in 1897 een meerderheid in de landdag en voerde het algemene, gelijke en directe kiesrecht voor mannen in. Het lukte hun in 1904 om dit te realiseren. Baden was daarmee een van de meest democratische staten binnen het Duitse Keizerrijk. De nieuwe groothertog Frederik II (1907) zou de laatste vorst over Baden zijn.

### Eerste Wereldoorlog
Troepen van het groothertogdom Baden vochten in de toenmalige Duitse provincie Elzas tegen Frankrijk. Chaos en honger namen langzaam toe in de Badense steden. Stakingen braken uit in Baden in verloop van het jaar 1917. In augustus 1918 werd er nog even gefeest naar aanleiding van 100 jaar grondwet in Baden. In november 1918 brak op verschillende plaatsen in Duitsland de novemberrevolutie uit; in Baden verliep deze revolutie minder gewelddadig dan elders. Groothertog Frederik II vluchtte weg uit zijn paleis in Karlsruhe. Hij deed afstand van de Badense vorstentroon voor hemzelf en zijn nakomelingen. Hij nam de oorspronkelijke titel van markgraaf van Baden aan, die zijn voorouders eeuwenlang gebruikt hadden.

### Epiloog
- Baden werd een republiek in 1918 en bleef dit formeel tot 1945. Zie verder Republiek Baden.
- De Badense kroonprins en neef van Frederik II, prins Max van Baden, was Rijkskanselier van Duitsland van oktober 1918 tot november 1918. Max van Baden riep op zijn eentje het einde uit van het keizerschap van Willem II. 
- De Republiek Baden werd in 1945 verdeeld. Het noordelijke deel werd bij de Amerikaanse bezettingszone gevoegd en ging samen met het noordelijk deel van Württemberg de deelstaat Württemberg-Baden vormen. Het zuidelijke deel werd bij de Franse bezettingszone gevoegd en werd een eigen deelstaat onder de naam Baden. In 1952 werden na een volksstemming beide deelstaten, aangevuld met de in de Franse bezettingszone gelegen deelstaat Württemberg-Hohenzollern verenigd tot de deelstaat Baden-Württemberg.

## Machthebbers

### Groothertogen van Baden
- 1738-1811: Karel Frederik (markgraaf, na 1803 keurvorst, na 1806 groothertog)
- 1811-1818: Karel
- 1818-1830: Lodewijk I
- 1830-1852: Leopold
- 1852-1856: Lodewijk II (regeerde nooit)
- 1856-1907: Frederik I (sinds 1852 regent voor Lodewijk II)
- 1907-1918: Frederik II

### Regeringsleiders van het Groothertogdom Baden
- 1820-1831: Wilhelm Ludwig Leopold Reinhard Freiherr von Berstett
- 1832-1842: Sigismund Freiherr von Reitzenstein
- 1844-1846: Christian Friedrich von Boeckh
- 1846-1861: geen
- 1861-1866: Anton von Stabel
- 1866-1868: Karl Mathy
- 1868-1876: Julius August Isaak Jolly
- 1876-1893: Ludwig Karl Friedrich Turban
- 1893-1901: Franz Wilhelm Nokk
- 1901-1905: Carl Ludwig Wilhelm Arthur von Brauer
- 1905-1917: Alexander Freiherr von Dusch
- 1917-1918: Heinrich Freiherr von Bodmann

## Ridderorden
De groothertogen stelden, zoals in Duitsland gebruikelijk, hun eigen ridderorden in. De Badense Orden; de Militaire Karl-Friedrich-Verdienstorde, Orde van de Leeuw van Zähringen en Orde van Berthold de Eerste werden in 1918 afgeschaft en vervangen door een medaille.
Anhalt · Baden · Beieren · Bremen · Brunswijk · Elzas-Lotharingen · Hamburg · Hessen · Lauenburg · Lippe · Lübeck · Mecklenburg-Schwerin · Mecklenburg-Strelitz · Oldenburg · Pruisen · Reuss jongere linie · Reuss oudere linie · Saksen · Saksen-Altenburg · Saksen-Coburg en Gotha · Saksen-Meiningen · Saksen-Weimar-Eisenach · Schaumburg-Lippe · Schwarzburg-Rudolstadt · Schwarzburg-Sondershausen · Waldeck · Württemberg
Anhalt (1863-1866) ·
Anhalt-Bernburg (1815-1863) ·
Anhalt-Dessau-Köthen (1853-1863) ·
Anhalt-Dessau (1815-1853) ·
Anhalt-Köthen (1815-1853) ·
Baden · Beieren · Bremen · Brunswijk · Frankfort · Hamburg · Hannover · Hessen-Darmstadt · Hessen-Homburg · Hessen-Kassel · Hohenzollern-Hechingen · Hohenzollern-Sigmaringen · Holstein · Lauenburg · Liechtenstein · Limburg · Lippe · Lübeck · Luxemburg · Mecklenburg-Schwerin · Mecklenburg-Strelitz · Nassau · Oldenburg · Oostenrijk · Pruisen · Reuss jongere linie · Reuss oudere linie · Saksen · Saksen-Altenburg · Saksen-Coburg en Gotha · Saksen-Meiningen ·  Saksen-Weimar-Eisenach · Schaumburg-Lippe · Schwarzburg-Rudolstadt · Schwarzburg-Sondershausen · Waldeck-Pyrmont · Württemberg